# 電熱
電熱（electric heating）或電加熱，是指將電能轉換為熱能的過程或工序。常見的應用包括有空間加熱、烹饪、热水器與工業生產上。电热器（electric heater）或电加热器，是一种将电流转换为热量的电气设备。也是暖氣片是利用電產生熱能。
每種電熱裝置的內部都有簡單的加熱元件，它根據焦耳加熱原理在工作：電流流經電阻器時會產生熱。現代的電熱裝置使用鎳鉻合金線作為主動元件，合適的加熱元件材料是採用耐熱、耐火、電絕緣性佳的陶瓷材料來支撐鎳鉻合金線。
熱泵是利用電動馬達驅動冷凍循環（製冷循環）的高效能電加熱器。熱泵能從來源提取能量，例如地面或外部空氣，並引導它進入一個內部空間加熱。某些熱泵系統還可以顛倒，將熱空氣被排到地面或外部，而使內部空間冷卻。熱泵可以提供3到4的性能係數（COP），然而這與設備的效能，及室內室外的溫差有關。

## 空間加熱
空間加熱是指使建築物的內部暖和，空間加熱的方法有以下幾種。

### 空間加熱器
輻射加熱器內含可達到高溫的加熱元件，通常和反射器被封裝在附有外殼的玻璃燈管當中，以直接輸出能量給遠離加熱器的物體。這種元件發出的紅外線會穿透空氣或空間，直到由被加熱物體的表面所吸收並轉化為熱，且部分反射回來。這種加熱器是直接對空間裡的人或物加熱，而不是使空間裡的空氣變暖。這種加熱器在空氣不流通的空間特別有用，也是地下室或車庫在有需要加熱時的理想選擇。
輻射加熱器最大的潛在危險，是因為其針對性的輸出與缺乏過熱保護，而引燃附近家具所導致的火災。
在英國，輻射加熱器有時也被稱為electric fires，因為他們原本是用來代替明火。

### 對流加熱器
對流加熱器是指利用電流通過加熱元件，使周圍空氣產生热传导的加熱器。當熱空氣較冷空氣的密度為小時，熱空氣由於浮力的關係會上升，而使更多的冷空氣流入加熱器所在的位置，以產生對流逐漸加熱周圍空間，至冷卻後再重複的循環。
有些加熱器會填充燃油，就可以形成一個有效的熱庫。對流加熱器非常適合用於封閉空間的加熱，與輻射加熱器相比的起火風險較小，所以適合使用於長時間或無人看管時。

### 暖風機
暖風機，也稱為強制對流加熱器。暖風機的種類有很多，都包含有加快了空氣流通的電風扇。熱阻能使加熱元件與其周圍的被動對流減少，從而使熱量能夠更迅速地轉移。
暖風機風扇運作時的噪音相當大，它的著火風險是中度。這種加熱器使用在封閉空間的快速加熱上是不錯的選擇，例如實驗室。

### 蓄熱式
蓄熱式加熱器是利用電價較低的時段（如英國的Economy 7），在夜晚或者用電低需求時間通電發熱並儲存熱能，然後在有需要加熱時再釋出。儲存的材料通常是黏土、磚等；水也可以用來作為儲存熱的介質。

### 家用電熱地板
地暖系統（或加熱地板、地板暖氣等），是輻射加熱的其中一種，無論是否有换热器（也稱為輻射器），或者電力驅動均屬。
而當家用電熱地板通電後時，加熱電纜電流通過導電的發熱材料，將熱空氣從地板到天花板由下往上形成對流，直到達到地面上自動調溫器所設定的溫度。
這種加熱器和其他加熱器所出的溫度相比最為一致。

### 照明系統
在大型的辦公大樓，照明系統整合了加熱和空調系統。螢光燈的废热會被回收至這個系統。大型建築物的每年的加熱能量的主要是由照明系統供給。然而，這種餘熱在使用冷氣就時變成負擔。

### 熱泵
熱泵使用電力驅動的压缩机去起動一個冷凍循環。它從戶外的空氣、地面或地下水提取熱能，並提升它的溫度到足以使空間變暖。作用的流體於低溫沸騰，在戶外的换热器中吸收熱，然後從建築物內的冷凝器，將產生的蒸氣壓縮，並凝結成液体。來自冷凝器的熱能會被建築物內的空氣吸收，所以有時也可用作家庭熱水。在夏季時，這個循環是可以逆轉的。氣候溫和時，熱泵也能從戶外的空氣獲得低檔熱能。
冬季平均溫度零度以下的區域，地源熱泵系統遠比空氣源熱泵系統更有效，因為它們能獲得储存在地下残留的太陽光熱量，比從冷空氣中提取可用的還溫暖。
根據美国国家环境保护局的資料，地源熱泵系統比空氣源熱泵系統減少了44%，比電阻加熱器減少了72%的能源消耗。但地源熱泵系統也比空氣源熱泵系統需要更高的購買價格。

## 流體加熱

### 浸入式加熱器
- 家用浸入式加熱器
- 工業用浸入式加熱器